# Chamorro
Chamorro (chamoru) är ett malajo-polynesiskt språk som talas av ungefär 77 000 personer i Guam och på Nordmarianerna. Det är officiellt språk i båda länderna. Det bor dessutom över 50 000 chamorros i USA.

## Historia
Hur språket har utvecklats före år 1668 är inte klart, då det inte finns skriftliga källor för tiden dessförinnan. 1668 skapade en missionär, San Vitores, ett stavningssystem baserat på det latinska alfabetet. Sedan dess har språket haft ett antal olika ortografiska system.
Under perioden 1668 till 1899 påverkades språket mycket av spanskan. Många spanska lånord kom in, bland annat kommer alla räkneord från spanskan.
Guam kom under amerikansk överhöghet 1899, och 1917 påbjöds engelska som ensamt officiellt språk. 1922 förbjöds det i skolorna i Guam. För att inte mista språket skapades under 1960-talet en stavningskommitté som skulle utarbeta en standardiserad ortografi. Arbetet var klart 1971. 1983 antog Guams styrande församling stavelsereformen. Sedan dess stavas språkets namn chamoru i Guam.